# صحة فريديريك شوبان
كثيرًا ما نوقش مرض فريديريك شوبان وسبب وفاته المبكرة في سن 39 عامًا لأكثر من 150 عامًا. رغم تشخيص إصابته بالسل وعلاجه طوال حياته، فقد اقترح عدد من التشخيصات البديلة منذ وفاته في عام 1849. نشرت مراجعة شاملة للأسباب المحتملة لمرض شوبان في عام 2011.أشار الفحص البصري لقلب شوبان، الذي أباح به أخيرًا في عام 2017، إلى أن السبب المحتمل للوفاة هو التهاب التامور الناجم عن مرض السل. وقد عارض علماء الأمراض هذا الأمر قائلين إن الفحص البصري وحده لا يمكن أن يؤكد مثل هذا المرض.

## تاريخ الحالة
منذ الطفولة، كان فريديريك شوبان مريضًا وتحت الرعاية الطبية. عدم تحمّل للأطعمة الدسمة، وخاصة لحم الخنزير، التي تسبب آلامًا في المعدة وإسهالًا وفقدان الوزن. فقد سعى لتجنب هذه الأعراض مع اتباع نظام غذائي، وقد تحسن كثيرًا. بلغ ارتفاع شوبان 170 سم (5 أقدام و7 بوصات) -النسبة المئوية الخامسة والعشرون؛ وبوصفه شخصًا بالغًا يقل وزنه عن 45 كيلوغرامًا (99 رطلًا)- أقل من الشريحة المئوية الثالثة.من المعروف أن شوبان لم يكن لديه شعر في الوجه في سن 22. في عام 1826،كان مريضًا مدة ستة أشهر، وكان يعاني من تضخم في العقد الليمفاوية العنقية وصداع شديد. في عام 1830، تسبب الزكام المزمن في تورم أنفه مما دفعه إلى إلغاء الحفلات الموسيقية المخطط لها في فيينا. في عام 1831، في أثناء وجوده في باريس، أصيب شوبان البالغ من العمر 21 عامًا بأول نوبة من نفث الدم (سعال الدم). في عام 1835، عانى من نوبة حادة من التهاب الحنجرة والتهاب الشعب الهوائية، وأدى الانقطاع عن مراسلاته مع وارسو إلى انتشار شائعات حول وفاته.في شبابه المبكر، تعامل مع البلادونا. في العقد الأخير من حياته، عالج نوبات السعال التي عانى منها طوال حياته بمزيج من السكر والأفيون. سعل شوبان كمية وفيرة من المخاط، خاصة نحو الساعة 10 صباحًا، كما لاحظ بعض المؤلفين، عانى من عواقب استنشاق دخان الآخرين في أثناء الاستمتاع بصحبة أصدقائه الباريسيين.في العام الأخير من حياته، عانى من الإسهال الناجم عن أمراض القلب الرئوي أو قصور البنكرياس الخارجي (انظر أدناه). في 17 أكتوبر 1849، في الساعة الثانية صباحًا، بعد نوبة سعال مفاجئة، توفي شوبان عن عمر يناهز 39 عامًا. أكد طبيبه، جان كروفيلهير، وفاته من طريق وضع مرآة على فم شوبان وإضاءة بؤبؤ عينيه بضوء من شمعة. بناءً على إرادة شوبان، أجرى الدكتور كروفيلهير، أستاذ مشهور في علم الأمراض، تشريحًا للجثة. أبلغ عن نتائج تشريح الجثة إلى شوبان، لودويكا، وأدولف جوتمان، وجين ستيرلنغ. دمر تقرير تشريح الجثة إما في حريق باريس عام 1871 أو خلال الحرب العالمية الثانية. ذكرت شهادة الوفاة أن سبب وفاة شوبان هو مرض السل الرئوي والحنجرة. ومع ذلك، كتب فويتشخ جرزيماكا، في رسالة إلى أوغست ليو بتاريخ أكتوبر 1849، أن تشريح الجثة لم يؤكد التغيرات الرئوية السلية وأن مرضه الفعلي غير معروف للطب المعاصر.

## تاريخ العائلة
لا يُعرف سوى القليل عن صحة والد فريديريك، نيكولا شوبان، الذي عاش حتى سن 73 عامًا وعانى من التهابات الجهاز التنفسي. لم تكن والدة الملحن مصابة بمرض مزمن وبلغت سن 79. من بين شقيقات فريديريك الثلاث، توفيت إيزابيلا عن عمر يناهز 70 عامًا ولم تكن تعاني من أية أمراض. عانت لودويكا من التهابات الجهاز التنفسي المتكررة وتوفيت عن عمر يناهز 47 عامًا. أصغرهن، إميليا، كانت في حالة صحية ضعيفة منذ الطفولة المبكرة. عانت إميليا من السعال المتكرر وضيق التنفس. في سن الحادية عشرة، بدأت تعاني من نزيف في الجهاز الهضمي العلوي، وتوفيت بسبب نزيف حاد في سن الرابعة عشرة.

## مرض السل الرئوي
تشخيص مرض شوبان بالسل وعلاجه وفقًا للممارسات المعاصرة، متضمنةً إراقة الدماء والتطهير. أدرج مرض السل في شهادة وفاته، مع عدم وجود تغييرات نموذجية في الأعضاء. يشير منتقدو الفرضيات البديلة حول مرض شوبان إلى وجود أدلة وفيرة على مرض السل. السعال المزمن ونفث الدم من الأعراض الشائعة لمرض السل. قد تشمل المضاعفات التهاب التامور، مما يسبب قصور القلب الأيمن، وتوسع القصبات، ويتجلى في السعال المنتج والفشل التنفسي. يعد نفث الدم مدة 20 عامًا نادرًا في مرض السل ولكنه ليس مستحيلًا. إن مرض السل الكهفي نادر الحدوث في الطفولة، ولكن لا يمكن استبعاده في حالة إميليا شوبان. ربما أصيب فريديريك بالسل من أخته الصغرى.

## التشريح والنتائج
بذلت محاولات للحصول على إذن لاستخراج كمية صغيرة من الأنسجة من قلب شوبان لاختبارها لمجموعة من الحالات المحددة. قدم الدكتور مايكل ويت من معهد وارسو للبيولوجيا الجزيئية والخلوية مثل هذا الطلب في عام 2008، ولكن الحكومة البولندية رفضت الطلب.في عام 2017، أجري فحص بصري أخيرًا على قلب شوبان المحفوظ في الكحول، تحت إشراف البروفيسور ويت من أكاديمية العلوم البولندية. بقي القلب في الكحول، ولم تفتح الحاوية، لذلك لا يمكن لمسه أو أخذ عينات منه. اقترح الفحص الدقيق أن حالة نادرة من التهاب غشاء التامور، ناجمة عن مضاعفات مرض السل المزمن، كان السبب المحتمل لوفاة شوبان.